# Sphaeriestes stockmanni
Sphaeriestes stockmanni is een keversoort uit de familie platsnuitkevers (Salpingidae). De wetenschappelijke naam van de soort werd in 1977 gepubliceerd door Biström.